# Залесе (гміна Станіславув)
Залесе (пол. Zalesie) — село в Польщі, у гміні Станіславув Мінського повіту Мазовецького воєводства.
Населення — 148 осіб (2011).
У 1975-1998 роках село належало до Седлецького воєводства.

## Демографія
Демографічна структура станом на 31 березня 2011 року:
|          | Загалом | Допрацездатний вік | Працездатний вік | Постпрацездатний вік |
| -------- | ------- | ------------------ | ---------------- | -------------------- |
| Чоловіки | 69      | 13                 | 47               | 9                    |
| Жінки    | 79      | 16                 | 39               | 24                   |
| Разом    | 148     | 29                 | 86               | 33                   |